# Sophia Bush
Sophia Anna Bush (Pasadena, Kalifornia, 1982. július 8. –) amerikai színésznő.

## Élete és pályafutása
Charles William Bush és Maureen Bush egyetlen gyermeke. Apja fotográfus, anyja pedig egy fotóstúdiót vezet.
Fiatalkorát szülővárosában töltötte, ahol a város magániskolájában a színjátszókör tagja volt. Már itt megjelent az életében a színészkedés. Miután befejezte a középiskolát, a Dél-Karolinai Egyetem hallgatója lett. Fő szakja az újságírás volt, de emellett színészetet is tanult. Elnöke volt egy diáklány-egyesületnek, a Kappa Kappa Gammának.
Az iskolát azonban nem fejezte be, mert szerepet kapott a Tuti gimi című sorozatban, amelynek 2003-tól állandó szereplője volt. Ez hozta el az áttörést Sophia színészi karrierjében.
A sorozaton kívül megpályázta Kate Brewster szerepét a Terminátor 3. – A gépek lázadása című sci-fi akciófilmben, de végül Claire Danes játszhatta el azt. Ezen kívül több filmben és sorozatban is feltűnt.
A színészeten kívül az Annenberg TV News-nál dolgozik szerkesztőként. Ezen kívül lovagol, bokszol és a szülei miatt a fényképészet sem áll távol tőle.
2007-ben az FHM és a Maxim magazin is beválogatta a 100 legszebb nő közé.

## Magánélete
A Tuti gimi-nek nem csak a szakmai áttörést köszönhette, hanem az első komoly párkapcsolatát is. 2005. április 16-án hozzáment sorozatbeli szerelméhez, Chad Michael Murrayhez, azonban alig 5 hónap házasság után bejelentették különválásukat.

## Filmográfia

### Film
| Év   | Magyar cím                        | Eredeti cím                   | Szerep                | Magyar hang       |
| ---- | --------------------------------- | ----------------------------- | --------------------- | ----------------- |
| 2002 | Buliszerviz                       | National Lampoon's Van Wilder | Sally                 | Roatis Andrea     |
| 2003 |                                   | Learning Curves               | Beth                  |                   |
| 2005 |                                   | Supercross                    | Zoe Lang              |                   |
| 2006 | Stay Alive – Ezt éld túl!         | Stay Alive                    | October Bantum        | Böhm Anita        |
| 2006 | Stay Alive – Ezt éld túl!         | Stay Alive                    | October Bantum        | Roatis Andrea     |
| 2006 | Dögölj meg, John Tucker           | John Tucker Must Die          | Beth McIntyre         | Roatis Andrea     |
| 2007 | Országúti ámokfutó                | The Hitcher                   | Grace Andrews         | Roatis Andrea     |
| 2008 | Brooklyn arcai                    | The Narrows                   | Kathy Popovich        | Roatis Andrea     |
| 2009 | Rémes hármas                      | Table for Three               | Mary Kincaid          | Sipos Eszter Anna |
| 2011 | Szerelem az Alpokban              | Chalet Girl                   | Chloe                 | Ruttkay Laura     |
| 2017 | Marshall – Állj ki az igazságért! | Marshall                      | nő a bárban           | Roatis Andrea     |
| 2018 | A bosszú szövetsége               | Acts of Violence              | Brooke Baker nyomozó  | Kelemen Kata      |
| 2018 | A Hihetetlen család 2.            | Incredibles 2                 | Karen / Voyd (hangja) | Gulás Fanni       |
| 2020 |                                   | Hard Luck Love Song           | Carla                 |                   |
| 2021 | Álpozitív                         | False Positive                | Corgan                | Roatis Andrea     |
| 2022 |                                   | Deborah                       | Nora                  |                   |
| 2024 |                                   | Junction                      | Allison               |                   |
| 2024 |                                   | Freedom Hair                  | Dana                  |                   |

Dokumentum- és rövidfilmek
- 2011: Mob Wives – Carla Facciolo (rövidfilm)
- 2012: Mob Wives 2: The Christening – Carla Facciolo (rövidfilm)
- 2020: The Man Who Walked Around the World – önmaga (dokumentumfilm)

### Televízió
| Év        | Magyar cím                               | Eredeti cím                       | Szerep                      | Megjegyzések                                                       |
| --------- | ---------------------------------------- | --------------------------------- | --------------------------- | ------------------------------------------------------------------ |
| 2002      | Gyújtópont                               | Point of Origin                   | Carrie Orr                  | tévéfilm                                                           |
| 2003      |                                          | The Flannerys                     | Kate Flannery               | eladatlan ABC próbaepizód                                          |
| 2003      | Sabrina, a tiniboszorkány                | Sabrina the Teenage Witch         | Fate Mackenzie              | 1 epizód                                                           |
| 2003      | Kés/Alatt                                | Nip/Tuck                          | Ridley Lange                | visszatérő szereplő (3 epizód)                                     |
| 2003–2012 | Tuti gimi                                | One Tree Hill                     | Brooke Davis                | - főszereplő (186 epizód) - magyar hangja: - Roatis Andrea         |
| 2009–2011 | Phineas és Ferb                          | Phineas and Ferb                  | Sara (hangja)               | 2 epizód                                                           |
| 2010      |                                          | Southern Discomfort               | Haley Dobson                | eladatlan próbaepizód                                              |
| 2012–2013 | Partnerek                                | Partners                          | Ali Landow                  | - főszereplő (13 epizód) - magyar hangja: - Zsigmond Tamara        |
| 2013      | A Hatfield-McCoy viszály                 | Hatfields & McCoys                | Emma McCoy                  | eladatlan próbaepizód                                              |
| 2013–2017 | Lángoló Chicago                          | Chicago Fire                      | Erin Lindsay nyomozó        | - visszatérő szereplő (11 epizód) - magyar hangja: - Roatis Andrea |
| 2014      | Állítólag…                               | MythBusters                       | önmaga / Leia hercegnő      | 1 epizód                                                           |
| 2014–2017 | Bűnös Chicago                            | Chicago P.D.                      | Erin Lindsay nyomozó        | - főszereplő (84 epizód) - magyar hangja: - Roatis Andrea          |
| 2014–2016 | Esküdt ellenségek: Különleges ügyosztály | Law & Order: Special Victims Unit | Erin Lindsay nyomozó        | - visszatérő szereplő (4 epizód) - magyar hangja: - Roatis Andrea  |
| 2015      | Pickle és Peanut                         | Pickle and Peanut                 | egyéb hangok                | 1 epizód                                                           |
| 2015–2017 |                                          | Chicago Med                       | Erin Lindsay nyomozó        | - visszatérő szereplő (6 epizód) - magyar hangja: - Roatis Andrea  |
| 2017      |                                          | Chicago Justice                   | Erin Lindsay nyomozó        | - 1 epizód - magyar hangja: - Roatis Andrea                        |
| 2018      |                                          | Alex, Inc.                        | Vanessa Stanhope            | 1 epizód                                                           |
| 2019      | Szeplőtlen Jane                          | Jane the Virgin                   | Julie                       | 1 epizód                                                           |
| 2019      |                                          | Easy                              | Alexandra                   | 1 epizód                                                           |
| 2019      | Tömény történelem                        | Drunk History                     | Bonnie Raines               | 1 epizód                                                           |
| 2019      |                                          | Surveillance                      | Maddy Yardley               | - eladatlan CBS próbaepizód - producer                             |
| 2020      | Rólunk szól                              | This Is Us                        | Lizzie                      | 1 epizód                                                           |
| 2020–2022 | Szeretettel: Victor                      | Love, Victor                      | Veronica                    | - visszatérő szereplő (9 epizód) - magyar hangja: - Kelemen Kata   |
| 2022      |                                          | Good Sam                          | Dr. Samantha "Sam" Griffith | - főszereplő és producer - magyar hangja: - Roatis Andrea          |